# 2012年棒球

## 賽事分類

### 職業棒球
- 2012年美國職棒大聯盟球季
- 2012年美國職棒小聯盟
- 2012年日本職棒
- 2012年韓國職棒
- 2012年中華職棒
- 7月10日2012年美國職棒大聯盟明星賽（2008 Major League Baseball All-Star Game）於美國堪薩斯市考夫曼球場舉行。
- 2012年世界大賽
- 2012年台灣大賽
- 2012年日本大賽
- 2012年韓國大賽

### 非職業聯賽
- 2012年中國棒球聯賽

## 大事記

### 1月
- 1月10日陳偉殷與金鶯隊簽下總值為1133.8萬美元(約3.4億新台幣)、激勵獎金最高有40萬美元的三年合約。
- 1月31日曾擔任東吳、逢甲兩間大學校長的黃鎮台確定出任中華職棒新任會長。

### 2月
- 2月6日郭泓志與水手隊簽下一年大聯盟合約(保障年薪50萬美元，若進入25人名單，則自動調升至100萬美元，並附帶激勵獎金225萬美元)。
- 2月12日棒球耆宿曾紀恩於晚間7點因腦溢血於署立屏東醫院逝世，享年91歲。

### 3月
- 3月10日東日本大震災復興支援比賽於東京巨蛋開打。
- 3月20日由於本季美國職棒春訓熱身賽的表現內容不理想，水手隊總經理Jack Zduriencik宣布釋出郭泓志。

## 外部連結
- 2012年棒球在台灣棒球維基館上的頁面（繁體中文）